# Новий (Гірськомарійський район)
Но́вий (рос. Новый, марій. Новый) — селище у складі Гірськомарійського району Марій Ел, Росія. Входить до складу Виловатовського сільського поселення.

## Населення
Населення — 139 осіб (2010; 136 у 2002).
Національний склад (станом на 2002 рік):
- гірські марійці — 97 %